# Franco cuartel

Ejemplo de franco-cuartel.

En heráldica, el franco cuartel, francocuartel, o franco-cuartel, es nombre que recibe una pieza honorable de forma cuadrada, que ocupa una cuarta parte del escudo, extendiéndose hasta la mitad de la altura y la longitud del mismo. 
Puede ocupar cuatro posiciones (diestra del jefe, diestra de la punta, siniestra del jefe y siniestra de la punta), la primera (diestra del jefe) es natural y no se blasona. Lo más frecuente es que el franco-cuartel sea utilizado de hecho como escudo independiente, para cargar las armerías principales.

El cantón se diferencia del franco-cuartel en sus dimensiones, más pequeñas, ya que equivale a una tercera parte del escudo.